# Оссийон
Оссийо́н (фр. Aussillon, окс. Aussilhon) — коммуна во Франции, находится в регионе Юг — Пиренеи. Департамент — Тарн. Входит в состав кантона Мазаме-1. Округ коммуны — Кастр.
Код INSEE коммуны — 81021.

## География

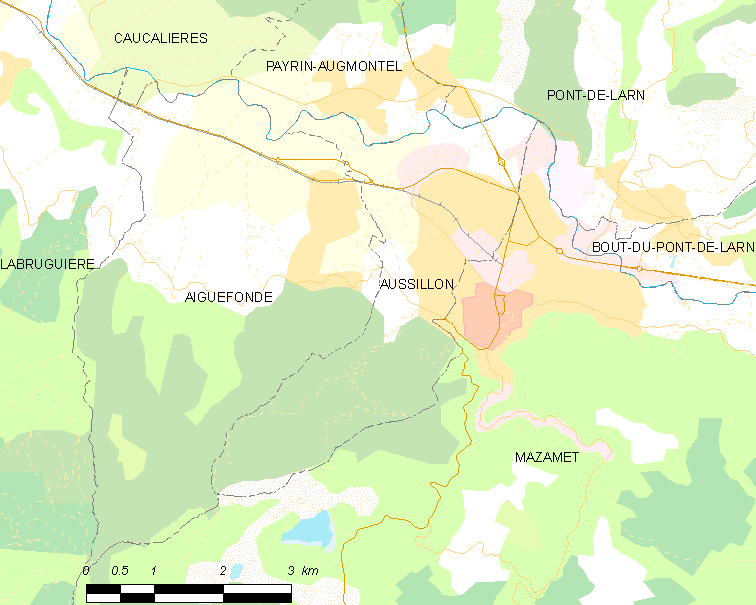
Карта коммуны

Коммуна расположена приблизительно в 600 км к югу от Парижа, в 80 км восточнее Тулузы, в 55 км к югу от Альби.
На севере коммуны протекает река Торе.

## Климат
Климат умеренно-океанический. Зима мягкая и дождливая, лето жаркое с частыми грозами. Ветры довольно редки.

## Население
Население коммуны на 2010 год составляло 6459 человек.
| 1962 | 1968 | 1975 | 1982 | 1990 | 1999 | 2010 |
| ---- | ---- | ---- | ---- | ---- | ---- | ---- |
| 4504 | 6663 | 8383 | 8178 | 7673 | 6869 | 6459 |

## Администрация
| Период | Период | Фамилия        | Партия        | Примечания                           |
| ------ | ------ | -------------- | ------------- | ------------------------------------ |
| 1983   | 1989   | Пьер Бальфе    | Разные правые | член генерального совета (1985—1998) |
| 1989   | 2014   | Дидье Улес     | экс-социалист | член генерального совета             |
| 2014   | 2020   | Бернар Эскюдье |               |                                      |

## Экономика
В 2007 году среди 3874 человек в трудоспособном возрасте (15—64 лет) 2524 были экономически активными, 1350 — неактивными (показатель активности — 65,2 %, в 1999 году было 65,3 %). Из 2524 активных работали 2013 человек (1099 мужчин и 914 женщин), безработных было 511 (236 мужчин и 275 женщин). Среди 1350 неактивных 319 человек были учениками или студентами, 471 — пенсионерами, 560 были неактивными по другим причинам.

## Достопримечательности
- Церковь Св. Сердца (1960 год). Исторический памятник с 2001 года.[4]
- Замок Торе (1893 год). Исторический памятник с 2007 года.[5]